# Municipio de Hamlin (Minnesota)
El municipio de Hamlin (en inglés: Hamlin Township) es un municipio ubicado en el condado de Lac qui Parle en el estado estadounidense de Minnesota. En el año 2010 tenía una población de 165 habitantes y una densidad poblacional de 1,77 personas por km².

## Geografía
El municipio de Hamlin se encuentra ubicado en las coordenadas 44°55′49″N 96°10′47″O / 44.93028, -96.17972. Según la Oficina del Censo de los Estados Unidos, el municipio tiene una superficie total de 93.37 km², de la cual 92,91 km² corresponden a tierra firme y (0,5 %) 0,46 km² es agua.

## Demografía
Según el censo de 2010, había 165 personas residiendo en el municipio de Hamlin. La densidad de población era de 1,77 hab./km². De los 165 habitantes, el municipio de Hamlin estaba compuesto por el 97,58 % blancos, el 2,42 % eran asiáticos. Del total de la población el 0 % eran hispanos o latinos de cualquier raza.